# Сорія
Сорія (ісп. Soria) — місто у центрально-північній частині Іспанії, адміністративний центр провінції Сорія у складі автономної спільноти Кастилія і Леон. Муніципалітет має населення близько 39,5 тис. мешканців або близько 40 % населення провінції. Місто розташоване на березі річки Дору на сході автономної спільноти, воно відоме своїми стінами та багатьома архітектурно відмітними церквами.

## Храми міста

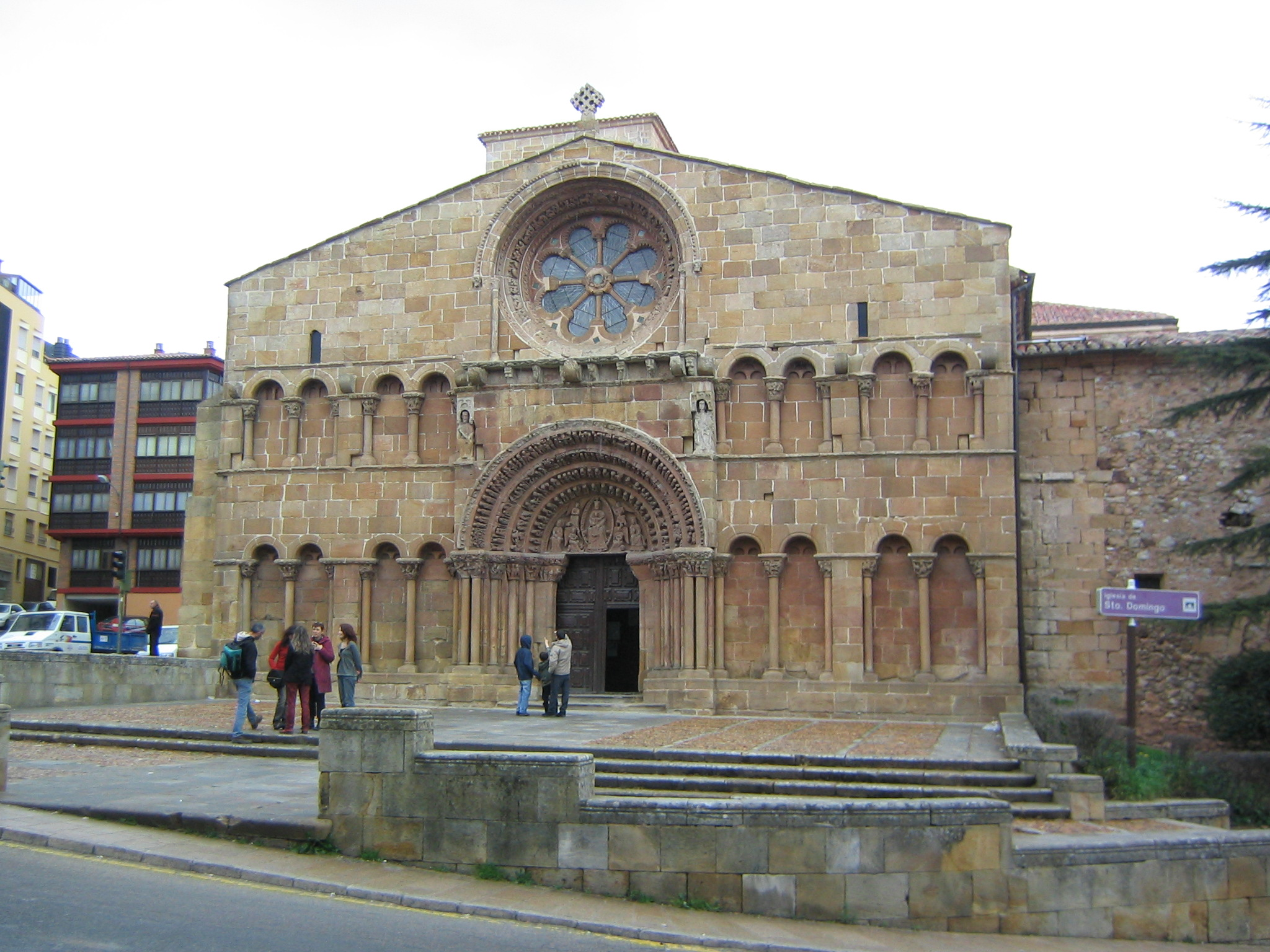
Церква Санто Домінго (Сорія), 12-16 ст.

- Церква Санто Домінго (Сорія)

## Релігія
- Центр Осмо-Сорійської діоцезії Католицької церкви.

## Особи, пов'язані з містом
- Король Альфонсо VIII